# Ружичасти дијамант
Ружичасти дијамант (шп. Rosa diamante) мексичко-америчка је теленовела, продукцијске куће Телемундо, снимана 2012.
У Србији се од 22. фебруара 2016. приказује на каналу Пинк соуп.

## Синопсис
Росаура је префињена супруга Едуарда Сотомајора, председника једне од највећих мексичких компанија. Но ова наизглед безгрешна дама има љубавника, а из везе са њим потпуно непланирано рађа се девојчица. Росаура одлучује да се реши детета и плаћа огорченој и тајанственој Ракел да га се отараси. Она девојчицу оставља у престижном интернату за даме, заједно са 18 белих и једним ружичасти дијамантом. Сваким белим плаћена је једна година дететовог боравка у установи (до пунолетства), док ружичасти треба да јој се преда када буде пунолетна. Директорка интерната Мис Хелен и њен љубавник и саучесник Рамон девојчици дају име Роса.
Године пролазе и Роса се од симпатичног девојчурка претвара у прелепу девојку. Својим највећим благом сматра своју машту, те пријатељство са Евом, која је такође штићеница интерната. Када Ева упозна Хосеа Игнасиа Алтамирана, младог председника фирме која је ривал Сотомајоровима, заљубљује се у њега и остаје трудна. Међутим, након што се породи, страшна трагедија обележиће и њен и Росин живот. Да би испунила завет дат покојној пријатељици, Роса је приморана да започне нови живот. Преузимајући идентитет трагично настрадале другарице и бригу о њеном тек рођеном сину, она жели да се освети Хосеу, убеђена да је управо он одговоран за Евину смрт. Међутим, игра освете претвара се у љубав, а када добро скриване тајне испливају на површину, Роса схвата да јој је живот за који је мислила да јој не припада заправо врло близак…

## Ликови
- Роса (Карла Ернандез) - Спонтана, искрена, интелигентна и радосна девојка, која живи пуним плућима, не бринући за то шта ће други рећи, јер никоме не мора да полаже рачуне. Не зна ништа о свом пореклу, а својом породицом сматра пријатељицу Еву коју познаје од детињства. Сматра да су то пријатељство и оданост једино за шта се вреди жртвовати.
- Хосе Игнасио (Маурисио Окман) - Младић сигуран у себе, леп и непоправљиви заводник, коме жене падају под ноге. Миљеник је свог оца Херарда и жели да његову фирму уједини са конкурентском, не би ли породица имала монопол на тржишту. Неће презати ни од чега да би то постигао - спреман је да лаже, вара и краде. Живот ће му променити Роса, једина жена у коју ће се истински заљубити.
- Росаура (Лупита Ферер) - Огорчена супруга предузетника Едуарда Сотомајора. Највише на свету волела је свог сина Ернеста који је погинуо у несрећи са супругом. Росаура мрзи своју унуку Еву, јер је она једина преживела страшан удес, па је шаље у интернат за даме да би је се отарасила. Годинама крије мрачну тајну која јој не да мира.
- Барбара (Бегоња Нарваез) - Размажена и бунтовна девојка, наизглед нежна и дражесна, али заправо злобна, завидна и болесно амбициозна. Мрзи Росу, верујући да је она њена рођака Ева. Сматра је уљезом који је дошао да јој одузме место у кући, фирми, али и у срцу њеног дечка Хосеа Игнасија. Са баба-тетком Росауром склапа пакт - учиниће све да загорча живот "Еви".
- Едуардо (Патрисио Кастиљо) - Интелигентни богаташ, оснивач империје Венус. Иако је био ожењен Росауром, излазио је са другим женама, због чега је и она тражила љубавнике. Када сазна за њену трудноћу, удаљава се од ње и никада јој не опрашта тај грех. Обожава своју унуку Еву и једини је који је посећује у интернату.
- Херардо (Луис Хавијер) - Амбициозан и бескрупулозан човек, врло успешан у свом послу. Темпераментни женскарош који из дубине душе мрзи Едуарда Сотомајора, сматрајући га одговорним за смрт свог оца. Након смрти прве супруге, са којом је добио синове Хосеа и Херарда Јуниора, жени се Ракел, која му рађа кћерку Лусију. У сталном је сукобу са старијим сином, јер не може да манипулише њиме, док је Хосе Игнасио његов понос.
- Херардо Јуниор (Марко ди Паула) - Херардов син и Хосе Игнасиов брат. У породици је црна овца, јер није ни амбициозан ни заинтересован за посао као Хосе. Иако добро изгледа, мање је успешан код жена од свог брата. Тајанствен је и романтичан, на живот гледа из другачијег угла него чланови његове породице.

## Глумачка постава

### Главне улоге
| Глумац:        | Улога:                  |
| -------------- | ----------------------- |
| Карла Ернандез | Роса Андраде (Пуентес)  |
| Маурисио Окман | Хосе Игнасио Алтамирано |
| Лупита Ферер   | Росаура Сотомајор       |

### Споредне улоге
| Глумац:              | Улога:                 |
| -------------------- | ---------------------- |
| Патрисио Кастиљо     | Едуардо Сотомајор      |
| Клаудија Рамирез     | Ракел Алтамирано       |
| Бегоња Нарваез       | Барбара Монтенегро     |
| Софија Лама          | Андреа Фернандез       |
| Луис Хавијер         | Херардо Алтамирано     |
| Мануел Балби         | Габријел Роблес        |
| Лусијана Силвејра    | Маргарет Бриџес        |
| Нестор Родулфо       | Рамон Гомез            |
| Марко де Паула       | Херардо Алтамирано Јр. |
| Патрисија Конде      | Летисија Сотомајор     |
| Игнасио Рива-Паласио | Мартин Монтенегро      |
| Ериберто Мендез      | Серхио Ескобар         |
| Маријана Виљалвазо   | Лусија Алтамирано      |
| Офелија Гуиза        | Соледад Чоле           |
| Тали Гарсија         | Ева Сотомајор          |
| Константино Костас   | Родолфо Монтенегро     |
| Марко Тревињо        | Антонио Андраде        |
| Ситијали Халиндо     | Франциска              |
| Густаво Наваро       | Федерико Валенти       |
| Хулијета Грахалес    | Марија Корина          |